# ونسیا

شهر ونسیا در کوندینامارکا

ونسیا (انگلیسی: Venecia, Cundinamarca) شهری در کلمبیا در بخش کوندینامارکا با 3,934 نفر جمعیت است.